# Marques Johnson
Marques Kevin Johnson (Nachitoches, Luisiana, 6 de febrero de 1956) es un exjugador de baloncesto estadounidense que jugó durante 11 temporadas en la NBA. Con 2,01 metros de altura, jugaba en la posición de escolta.

## Trayectoria deportiva

### Universidad
Jugó durante 4 temporadas con los Bruins de la Universidad de California-Los Ángeles, las dos primeras con John Wooden como entrenador, siendo pieza fundamental en la consecución del décimo y último título de la NCAA de Wooden. En su última temporada promedió 21,4 puntos y 11,1 rebotes por partido, siendo el primer ganador del recién instaurado Premio John R. Wooden al mejor universitario del año, consiguiendo además otros importantes trofeos.

### Profesional
Fue elegido en la tercera posición del Draft de la NBA de 1977 por Milwaukee Bucks, entrenado entonces por Don Nelson. Se hizo inmediatamente con el puesto de titular, y en su primera temporada fue incluido en el Mejor quinteto de rookies, tras promediar 19,5 puntos y 10,6 rebotes por partido. En su segunda temporada fue el tercer máximo anotador de la liga, con 25,6 puntos por partido. En sus 7 temporadas en los Bucks consiguieron en cinco ocasiones el título de división, pero en los playoffs chocaron siempre con dos equipos que eran unas potencias en esa época: Boston Celtics y Philadelphia 76ers. 
En 1984 fue traspasado, junto a Junior Bridgeman y Harvey Catchings a Los Angeles Clippers, a cambio de Terry Cummings, Craig Hodges y Ricky Pierce. Fue un regreso al hogar, ya que Johnson creció al sur de la ciudad de Los Ángeles. Acostumbrado a ganar en Milwaukee, las temporadas en los Clippers no fueron demasiado gloriosas. Además, en la temporada 1986-87 sufrió una lesión en el cuello que lo retiró del baloncesto. Regresó 3 temporadas después, con Golden State Warriors, donde tan solo jugó 10 partidos.
En sus 11 temporadas como profesional promedió 20,1 puntos y 7,0 rebotes por partido.

## Estadísticas de su carrera en la NBA

### Temporada regular
| Año      | Equipo        | PJ  | PT  | MPP  | %TC  | %3P  | %TL  | RPP  | APP | ROB | TPP | PPP  |
| -------- | ------------- | --- | --- | ---- | ---- | ---- | ---- | ---- | --- | --- | --- | ---- |
| 1977-78  | Milwaukee     | 80  | —   | 34.6 | .522 | —    | .736 | 10.6 | 2.4 | 1.2 | 1.3 | 19.5 |
| 1978-79  | Milwaukee     | 77  | —   | 36.1 | .550 | —    | .760 | 7.6  | 3.0 | 1.5 | 1.2 | 25.6 |
| 1979-80  | Milwaukee     | 77  | —   | 34.9 | .544 | .222 | .791 | 7.4  | 3.5 | 1.3 | .9  | 21.7 |
| 1980-81  | Milwaukee     | 76  | —   | 33.4 | .552 | .000 | .706 | 6.8  | 4.6 | 1.5 | .5  | 20.3 |
| 1981-82  | Milwaukee     | 60  | 52  | 31.7 | .532 | .000 | .700 | 6.1  | 3.6 | 1.0 | .6  | 16.5 |
| 1982-83  | Milwaukee     | 80  | 80  | 35.7 | .509 | .200 | .735 | 7.0  | 4.5 | 1.3 | .7  | 21.4 |
| 1983-84  | Milwaukee     | 74  | 74  | 36.7 | .502 | .154 | .709 | 6.5  | 4.3 | 1.6 | .6  | 20.7 |
| 1984-85  | L.A. Clippers | 72  | 68  | 34.0 | .452 | .231 | .731 | 5.9  | 3.4 | 1.0 | .4  | 16.4 |
| 1985-86  | L.A. Clippers | 75  | 75  | 34.7 | .510 | .067 | .760 | 5.5  | 3.8 | 1.4 | .7  | 20.3 |
| 1986-87  | L.A. Clippers | 10  | 10  | 30.2 | .439 | .000 | .714 | 3.3  | 2.8 | 1.2 | .5  | 16.6 |
| 1989-90  | Golden State  | 10  | 0   | 9.9  | .375 | .667 | .824 | 1.7  | .9  | .0  | .1  | 4.0  |
| Total    | Total         | 691 | 359 | 34.3 | .518 | .152 | .739 | 7.0  | 3.6 | 1.3 | .8  | 20.1 |
| All-Star | All-Star      | 5   | 2   | 21.2 | .314 | —    | .750 | 3.8  | 1.8 | .2  | .4  | 6.8  |

### Playoffs
| Año   | Equipo    | PJ | PT | MPP  | %TC  | %3P  | %TL  | RPP  | APP | ROB | TPP | PPP  |
| ----- | --------- | -- | -- | ---- | ---- | ---- | ---- | ---- | --- | --- | --- | ---- |
| 1978  | Milwaukee | 9  | —  | 35.7 | .549 | —    | .750 | 12.4 | 3.4 | 1.1 | 1.9 | 24.0 |
| 1980  | Milwaukee | 7  | —  | 43.3 | .422 | .333 | .750 | 6.9  | 2.9 | .7  | .9  | 19.9 |
| 1981  | Milwaukee | 7  | —  | 38.0 | .556 | .000 | .719 | 9.4  | 4.9 | 1.4 | 1.0 | 24.7 |
| 1982  | Milwaukee | 6  | —  | 39.2 | .440 | .250 | .571 | 7.3  | 3.3 | 1.0 | .3  | 18.8 |
| 1983  | Milwaukee | 9  | —  | 42.4 | .486 | .000 | .651 | 8.0  | 4.2 | .9  | .8  | 22.0 |
| 1984  | Milwaukee | 16 | —  | 37.8 | .473 | .250 | .722 | 5.3  | 3.4 | 1.1 | .4  | 20.3 |
| Total | Total     | 54 | —  | 39.1 | .489 | .231 | .701 | 7.9  | 3.7 | 1.0 | .8  | 21.5 |